# László Fejes Tóth
László Fejes Tóth (ur. 12 marca 1915 w Segedynie, zm. 17 marca 2005 w Budapeszcie) – węgierski matematyk, który zajmował się głównie geometrią, a dokładniej zbiorami wypukłymi, sferami i Teorią ograniczonych brył powstałych z kul. W publikacji z 1953 r. udało mu się stworzyć podstawę matematyczną do dowodu postulatu Keplera, choć sam dowód, ze względu na jego obszerność i nietrywialność metody został przeprowadzony dopiero przez Thomasa Halesa przy pomocy symbolicznych obliczeń komputerowych.